# بدبدنات‌گود
بد بد نات گود (به انگلیسی: BadBadNotGood) (مختصر به صورت BBNG) یک گروه موسیقی کانادایی از تورنتو است که فعالیت خود در سال ۲۰۱۰ شروع کردند. آنها بیشتر بخاطر همکاری خود با کندریک لامار، Tyler The Creator ,Earl Sweatshirt, Danny Brown و Ghostface Killah شناخته شده‌اند. سبک موسقی این گروه تلفیقی از جز و هیپ هاپ است.